# Léonid Maltsev
Léonid Maltsev (né en août 1949), est un homme politique biélorusse. Il est ministre de la Défense de la Biélorussie par intérim du 6 juin au 11 octobre 1995 puis titulaire du 11 octobre 1995 au 1er novembre 1996 et du 24 septembre 2001 au 4 décembre 2009.